# جيل ما بين الحربين
جيل ما بين الحربين (بالإنجليزية: Interbellum Generation) (مستمد من اللغة اللاتينية inter- بين وbellum- الحرب) هو مصطلح يُستخدم في بعض الأحيان للإشارة إلى الأشخاص المولودين في الولايات المتحدة أثناء العقد الأول من القرن العشرين، وتحديدًا في الفترة من عام 1901 إلى 1914. ويأتي الاسم من حقيقة أن هؤلاء المولودين أثناء هذه الفترة كانوا صغارًا بما لا يسمح لهم بالخدمة في الجيش أثناء الحرب العالمية الأولى، وكانوا كبارًا بشكل عام على نحو لا يسمح لهم بالخدمة كجنود في الحرب العالمية الثانية، على الرغم من أن الكثير منهم يمكن إيجاده في القوات المسلحة ببعض القدرات أثناء الحرب الثانية.
وقد بلغ أعضاء هذا الجيل سن الرشد أثناء فترة العشرينيات المزدهرة أو المرحلة الأولى من الكساد الكبير، قبل انتخاب فرانكلين ديلانو روزفلت ونشر سياسة نيو ديل (إعادة التوزيع). وساهمت هذه الحقيقة في تشكيل جوهر هذا الجيل الذي حمل رؤى يسارية-ليبرالية في السياسة، لاسيما في الموضوعات الاقتصادية (والكثير منهم التحق بالجبهات الشيوعية أثناء الثلاثينيات من القرن الماضي)، على الرغم من أن عددًا قليلاً من المنشقين البارزين (مثل باري غولدوتر) هو الذي برز. وينتمي معظم أطفالهم إلى الجيل الصامت.
ورؤساء الولايات المتحدة الأربعة المنتمون لجيل ما بين الحربين هم ليندون جونسون (ولد في 1908) ورونالد ريجان (ولد في 1911) وريتشارد نيكسون وجيرالد فورد (مواليد 1913). (ومع ذلك خدم ريجان ونيكسون وفورد في الحرب العالمية الثانية مع أعضاء من الجيل الأعظم.)

## الأعضاء الذين لا يزالون على قيد الحياة
- إيرفينج خان ولد في 1905: محلل مالي ومستثمر
- والتر والش ولد في 1907: عميل مكتب التحقيقات الفيدرالي ورامٍ أوليمبي
- روث باتريك مواليد 1907: عالم بحيرات وعالم بيئي
- إليوت كارتر مواليد 1908: ملحن موسيقى كلاسيكية
- دولوريس هوب مواليد 1909: مغنية، وأرملة الفنان الكوميدي بوب هوب
- إيفيلين جونسون مواليد 1909: طيارة ومدربة طيران
- إتش أوين ريد مواليد 1910: ملحن